# Migingo
Migingo è una piccola isola del Kenya situata a nord-est del lago Vittoria, collocata nelle vicinanze delle isole Usingo e Pyramid Island. Con i suoi 2.000 m² di estensione territoriale e la presenza di oltre 500 abitanti, risulta essere una delle aree più densamente popolate al mondo. Tale affluenza è dovuta alla presenza nelle vicinanze di una ricca riserva di persico del Nilo, che fece scoppiare, alla fine degli anni 2000, una disputa territoriale tra il Kenya e l'Uganda.

## Storia

### Primi abitanti
I primi abitanti di Migingo vi si insediarono nel 1991. Stando a delle testimonianze, il luogo era allora ricoperto di erbacce e vi vivevano molti uccelli e serpenti. Joseph Nsubuga, un pescatore ugandese, affermò di essersi stabilito a Migingo nel 2004, quando sul posto era presente solamente una casa abbandonata. Il luogo venne poi raggiunto da altri pescatori keniani, ugandesi e tanzaniani per la presenza nelle vicinanze di fondali ricchi di persico.
Nel 2009 l'isola era abitata da 109 abitanti; negli anni seguenti il loro numero salirà a oltre 500.

### Disputa territoriale
Alla fine del 2008, le risorse ittiche di Migingo portarono a una piccola contesa tra il Kenya e l'Uganda. Benché l'isola fosse ufficialmente keniota dal 1926 (stando al "Decreto in Consiglio della Colonia e il Protettorato del Kenya, 1926", presente anche nella costituzione ugandese, l'isola rientrava infatti nella linea di confine che «partendo dal punto più occidentale Pyramid Island (...) prosegue in linea retta verso nord fino al punto più occidentale dell'isola Ilemba»), l'Uganda ne rivendicava il possesso in quanto le acque vicine erano di sua proprietà.
Agli inizi di marzo del 2009, 48 agenti di polizia ugandesi presenti sul posto imposero una tariffa agli abitanti kenioti dell'isola per poter vivere nel luogo.
Il 13 marzo 2009 diversi politici, compresi Moses Wetangula e Sam Kutesa, i ministri degli esteri rispettivamente del Kenya e dell'Uganda, si incontrarono a Kampala per arrivare a un accordo e consentire così ai pescatori di entrambi i paesi di continuare a svolgere le loro attività pacificamente fino a quando il confine non fosse stato determinato da degli esperti. Venne anche stabilito che i poliziotti ugandesi avrebbero abbandonato l'isola.
Il 27 marzo 2009 diversi ministri ugandesi e kenioti si recarono a Migingo dove tennero delle trattative e si rivolsero ai residenti. Tuttavia la situazione degenerò in una lite tra James Orengo, ministro keniota delle terre e il vice primo ministro ugandese Eriya Kategaya quando quest'ultimo aggredì i membri della delegazione dell'altro paese apostrofandoli "iene". La delegazione keniota chiese all'Uganda di ritirare la sua polizia. La fazione ugandese insistette sul fatto che avrebbe rimosso la sua bandiera solamente dopo aver consultato il suo presidente, sottolineando che i poliziotti ugandesi erano lì solamente per mantenere la legge e l'ordine. Il ministro assistente per la sicurezza interna del Kenya Orwa Ojode minacciò di inviare la polizia keniota sull'isola.
Nel frattempo, temendo che la disputa potesse compromettere la cooperazione tra i due paesi e il clima all'interno nella Comunità dell'Africa orientale, sia il presidente ugandese Yoweri Museveni che quello keniano Mwai Kibaki espressero la propria fiducia che la controversia sarebbe stata risolta amichevolmente.
L'11 maggio Museveni stabilì che l'isola fosse del Kenya, ma sottolineò che i pescatori kenioti stavano comunque pescando illegalmente nelle acque ugandesi, le quali sono a ovest di Migingo.
Dopo un accertamento fatto a giugno, venne decretato che il paese appartenesse al Kenya il mese successivo. Nonostante le tensioni sociali non si siano del tutto placate, oggi kenioti e ugandesi riescono a convivere a Migingo.

## Economia e servizi
L'economia alla base di Migingo si basa sul commercio del persico del Nilo (è abitata perlopiù da pescatori e commercianti di pesce, perlopiù kenioti e ugandesi); ha assurto importanza più secondaria il turismo. Nonostante le dimensioni estremamente ridotte dell'isola, pari a 2.000 m², vi sono vari servizi, tra cui quattro pub, alcuni bordelli e una farmacia.